# Внутрішня дитина
У деяких школах популярної психології та аналітичної психології внутрішня дитина — це дитячий аспект особистості. Він включає в себе те, чого людина навчилася раніше в дитинстві до статевого дозрівання. Внутрішню дитину часто сприймають як напівнезалежну субособистість, підпорядковану пробуджуваному свідомому розуму. Термін має терапевтичне застосування в консультуванні та медичних установах. Концепція стала відома ширшій аудиторії завдяки книгам Джона Бредшоу та інших.

## Витоки
Один із методів виховання внутрішньої дитини в терапії був започаткований арт-терапевтом Лючією Капаккіоне в 1976 році та задокументований у її книзі «Відновлення вашої внутрішньої дитини» (1991). Використовуючи методи арт-терапії та журналювання, її метод включає «батьків-вихователів» і «батьків-захисників» у рамках «внутрішньої сімейної роботи», щоб піклуватися про фізичні, емоційні, творчі та духовні потреби людини (її визначення внутрішньої дитини). Він також визначає «критичного батьківського елемента» та надає інструменти для керування ним. Чарльз Л. Вітфілд назвав внутрішню дитину «внутрішньою дитиною» у своїй книзі «Зцілення дитини всередині: відкриття та відновлення для дорослих дітей із неблагополучних сімей» (1987). У книзі Пенні Парк «Врятувати внутрішню дитину» (1990) була запропонована програма для встановлення контакту з внутрішньою дитиною та її відновлення.
У своїх телевізійних шоу та в таких книгах, як «Повернення додому: відновлення та захист вашої внутрішньої дитини» (1990), Джон Бредшоу, американський педагог, поп-психолог і лідер руху самодопомоги, і Лідер руху використовував «внутрішню дитину», щоб вказати на невирішений досвід дитинства та тривалі дисфункціональні наслідки дитячої дисфункції: сукупність розумово-емоційних спогадів, що зберігаються в підсвідомості від зачаття до препубертатного періоду.

## Подальший розвиток подій
У рамках психосинтезу внутрішня дитина часто характеризується як субособистість або також може розглядатися як центральний елемент, оточений субособистістю.
Терапія внутрішніх сімейних систем (ТВС-терапія) стверджує, що існує не лише одна внутрішня субособистість дитини, а багато. Терапія ТВС називає поранені внутрішні дитячі субособистості «вигнанцями», тому що їх, як правило, виключають із пробуджених думок, щоб уникнути/захиститися від болю, що переноситься цими спогадами. Терапія ТВС має метод, який спрямований на отримання безпечного доступу до вигнанців людини, свідків історій їхнього походження в дитинстві та зцілення їх.